# Liu Tingting (aviron)
Pour les articles homonymes, voir Liu Tingting.
Liu Tingting, née le 8 septembre 1990, est une rameuse d'aviron chinoise.

## Carrière
Elle est médaillée d'or du quatre de couple poids légers aux Jeux asiatiques de 2010 à Guangzhou et médaillée de bronze de la même épreuve aux Championnats du monde d'aviron 2010 sur le lac Karapiro .